# Siegfried Burmeister
Siegfried Burmeister (* 7. April 1906 in Anklam; † 11. Juli 1998 in Ilmenau) war ein deutscher Maler, Musiker und Schriftsteller der Neuen Moderne.

## Leben

### Kindheit und Jugend
Siegfried Burmeister wurde am 7. April 1906 in Anklam geboren. Sein Vater war als Geiger, die Mutter als Pianistin tätig.
Im Jahre 1907 zog die Familie nach dem Engagement des Vaters am Weimarer Hoftheater nach Weimar um. Dort besuchte Siegfried Burmeister die Bürgerschule, absolvierte anschließend eine Geigenbauerlehre, ein Musikstudium und nahm Klavierunterricht bei Bruno Hinze-Reinhold an der Hochschule für Musik Franz Liszt Weimar. Später sang Burmeister bei Kammermusiker Stratmann.
Ab 1928 unternahm Burmeister Konzertreisen in Deutschland, Schweiz, Italien, Frankreich, Luxemburg. Es folgten Schallplattenaufnahmen. 1937 erlitt Burmeister einen Verlust der Gesangsstimme. Daraufhin arbeitete er ab 1938 als Silberfuchsfarmer im Allgäu.

### Nationalsozialismus
Die Gestapo verhaftete Burmeister 1944 wegen seines Engagements gegen den Krieg (Wehrkraftzersetzung), und er wurde zum Tode verurteilt. Dieses Urteil wurde geändert in eine Versetzung in ein Strafbataillon für unehrenhafte Soldaten unmittelbar an der sowjetischen Front.

### Nachkriegszeit
In den Jahren 1945 bis 1948 befand sich Burmeister in sowjetischer Kriegsgefangenschaft, nach welcher er 1949 eine Silberfuchsfarm bei Buchfart/Weimar eröffnete, die bis 1956 bestand.
Ab dem Jahre 1956 wurde Burmeister als Maler in Weimar tätig. Seitdem fanden jährliche Atelierausstellungen in seinem ersten Atelier "Ackerwand" in Weimar und später dann im zweiten Atelier "Belvedereallee 13" statt. Es folgten im Jahre 1960 Reisen nach der Krim, nach Jalta, Sotschi und in den Kaukasus. 1964 wurde Burmeister durch das SED-Regime der DDR aus Weimar nach Ilmenau ausgewiesen, wo er 1965 mit dem Bau seines Ateliers, der Kunsthalle Ilmenau auf der Schortestraße 50, begann. In den Jahren 1976 bis 1977 widmete er sich neben der Malerei der Auseinandersetzung mit dem Wort, es entstanden Gedichte und Bühnenwerke. Ab 1978 wandte sich Burmeister wieder der Musik zu, es entstanden Klavierimprovisationen. Am 11. Juli 1998 starb Burmeister in Ilmenau.

## Das künstlerische Werk
Siegfried Burmeister mit einem seiner Werke
Externer Weblink
- https://www.thueringer-allgemeine.de/regionen/ilmenau/article221245175/Tief-beeindruckende-Persoenlichkeit.html

Das künstlerische Werk Siegfried Burmeisters umfasst ca. 450 Gemälde, ca. 40 Zeichnungen sowie Bühnenwerke, Theaterstücke, Gedichte, musikalische Improvisationen und Entwürfe für Webteppiche. Seit 1956 fanden regelmäßige jährliche Ausstellungen im eigenen Atelier sowie in Gotha, Halle und Berlin statt. Mehrmals beteiligte sich Burmeister an den Ausstellungen der Evangelischen Akademien in Wittenberg, München und Hamburg. Dem Schaffen des Künstlers wurde 1992 eine Sendung des Bayerischen Rundfunks gewidmet, fünf Jahre später entstand in Zusammenarbeit mit dem Künstler der Kurzfilm "Straße unvollendeten Seins". Der überwiegende Teil der Gemälde befindet sich in Privatbesitz, einzelne Werke in kirchlichem Besitz, zwei größere Kollektionen in europäischem Adelsbesitz.

## Bedeutung und Inhalt des Schaffens
Die malerischen Anfänge galten der Beschäftigung mit Spektralfarben und dem Experimentieren mit malerischen Ausdrucksmitteln. Damit beschritt Burmeister nach dem Zweiten Weltkrieg einen Weg der Neuen Moderne frei von Anpassung in Sicherheit des eigenen Weges. Die Gemälde umfassen abstrakte Kompositionen, Selbstbildnisse, Landschaften, religiöse Themen, Stillleben. Sie zeichnen sich durch einen vitalen Umgang mit Farbe und Maltechnik aus, der zu "rauschhaften" Bildergebnissen, zu einem "Triumph der Farbe" führte.